# Освальд фон Волькенштейн
О́свальд фон Во́лькенштейн (нем. Oswald von Wolkenstein; ок. 1377 — 2 августа 1445) — австрийский поэт, певец, композитор и дипломат. Последний миннезингер средневековой Европы.

## Биография
Родился около 1377 года в замке Шёнек (Замок Шёнек) в Южном Тироле. Происходил из старинного рода тирольских рыцарей. Когда ему было десять лет, он оставил семью и стал сопровождающим странствующего рыцаря. Освальд описал поездки, предпринятые им в последующие 14 лет в своей автобиографической песне «Es fügt sich …». Там он упоминает остров Крит, Пруссию, Литву, Россию, Татарию, Крым, Турцию, Персию, Палестину, Северную Африку, Францию, Италию и Испанию, а также, как он потерпел кораблекрушение в Чёрном море.
После смерти своего отца в 1399 году Освальд вернулся в Тироль, где был втянут в наследственную тяжбу со своими братьями. В 1401-1402 годах принял участие в неудачном походе в Италию немецкого короля Рупрехта III Пфальцского. В 1407 году отцовское наследство, наконец, было разделено между ним и братьями Михаэлем и Леонардом, при этом Освальд получил третью часть замка Хауенштайн (нем.), а рыцарь по имени Мартин Егер (нем. Martin Jäger) стал владельцем остальных двух третей этого замка. Несмотря на это, Освальд захватил весь замок. В 1408-1409 годах совершил паломничество в Святую Землю. В 1415 году в свите герцога Фридриха IV Тирольского принял участие в Констанцском соборе, на котором было принято решение о крестовом походе против гуситской ереси в Чехии, и там же был принят на службу к королю Германии и Венгрии Сигизмунду I Люксембургу. После дипломатических поездок в Англию и Шотландию посетил Португалию, и на её стороне участвовал в захвате Сеуты 14 августа 1415 года в современном Марокко. Затем осенью 1415 года отправился в Перпиньян, где в свите короля Сигизмунда принимал участие в переговорах с королём Фернандом I Арагонским.
В 1417 году присоединился к тирольскому дворянскому союзу против их суверена герцога Фридриха IV Тирольского, с которым тогда начал борьбу король Сигизмунд. В 1421 году по требованию Мартина Егера Освальд был посажен Фридрихом в тюрьму и был отпущен только после обещания заплатить Егеру компенсацию в 6 тысяч дукатов. Так как у него не было таких денег, он убежал к королю Сигизмунду в Венгрию. В 1427 году снова посажен в тюрьму и освобождён только после помощи его друзей, когда, наконец, Мартин Егер получил компенсацию, а замок Хауенштайн остался владением Волькенштайна.
В 1431 году Освальд отправился на Рейхстаг в Нюрнберге, где был принят Сигизмундом в основанный им ещё в 1408 году рыцарский Орден Дракона. Тогда же он снова оказался на службе у Сигизмунда, участвовал в его походе против гуситов в Чехию и в переговорах на соборе в Базеле, в 1434 году сопровождал Сигизмунда в Рим на коронацию того императором Священной Римской империи. В 1439 году после смерти Фридриха IV был членом комиссии по инвентаризации его земель и организации опеки над его несовершеннолетним сыном. В 1443 году оказался активным участником вооружённого восстания в Тироле против нового императора Фридриха III. Летом 1445 года принял участие в ландтаге в Мерано, где и умер 2 августа. Его тело было перевезено в Тироль и похоронено в монастыре Нойштифт (Neustift) недалеко от города Бриксен в провинции Больцано.

## Творчество
Освальд фон Волькенштайн считается последним миннезингером Средневековой Европы. Его первые лирические стихи и мелодии относятся к 1406—1407 годам. Всего ему принадлежит 125 вокально-поэтических произведений (преимущественно монодий, 36 из них — полифонические): светские, любовные и сатирические песни, а также духовные песнопения. Часть песен Освальда основана на автобиографическом материале, в том числе, посвящена его второй жене Маргарите фон Швангау.